# Циклоп
Цикло́пи, кікло́пи (дав.-гр. Κύκλωπες — «круглоокі») — персонажі давньогрецькій міфології, сини Урана й Геї, велетні, що відзначалися надзвичайною силою і вправністю. Вигляд, кількість і сила циклопів у різних давньогрецьких міфографів значно відрізнялися.
З часів Гомера циклопів зазвичай зображували як велетнів, часто з єдиним оком посеред лоба. У сучасній мові циклоп — синонім до слова «коваль», «циклопічний» означає величезний, велетенський.

## Циклопи в міфах
У міфах циклопами називають синів Урана й Геї, велетнів, що відзначалися надзвичайною силою і вправністю. Гесіод писав, що циклопів було троє і їхні імена відповідали проявам могутності Зевса: Стеропес (блискавка), Аргус (світло), Бронтес (грім). Вони походили від Урана і Геї, але були ув'язнені в Тартарі, де їх вартувала Кампа, тому що батько боявся їхньої сили. Згодом їх звільнив онук Урана Зевс, і вони за це допомагали йому в боротьбі з Кроносом, титанами і гігантами, виковуючи громи та блискавки. Пізніше циклопи працювали в кузні Гефеста. За Проклом, саме циклопи навчили олімпійських богів, коли ті ще були юними, мистецтвам.
Гелланік розрізняє три роди циклопів, які походять від сина Урана, що мав таке саме ім'я — Циклоп. Це були працьовиті будівничі, які звели велетенські споруди; дикуни, яких зустрів Одіссей, серед яких відомий кіклоп Поліфем; кіклопи-ковалі, які викували для Зевса блискавки. Греки вважали, що всі місця, де зустрічалися «кіклопічні», тобто збудовані з величезних каменів, споруди (Арголіда, Аркадія, Епір, Латіум), були колись створені й населені кіклопами-будівельниками. Зустрінені Одіссеєм жили в печерах, не знали землеробства і не шанували богів. Кіклопи-ковалі відомі також тим, що викували Посейдонові тризубець і ясла для його коней, Аїду — шолом-невидимку, Артеміді — срібний лук і стріли. Діяльністю цих велетнів пояснювалося існування печер на Сицилії, їх начебто було викопано для видобутку заліза.
Циклопи загинули від рук Аполлона. Коли його син Асклепій спустився на землю, Зевс подумав, що той навчить людей лікувати одне одного і вразив Асклепія блискавкою, щоб зупинити бога. Розгніваний Аполлон задля помсти убив циклопів, бо вони ту саму блискавку і виготовили. За це Аполлона було покарано — він мусив рік служити людям як пастух. Також існували перекази, що Аполлон убив Стеропеса, Аргуса і Бронтеса, а після них продовжило жити наступне покоління велетнів, які розселилися узбережжями Середземного моря, ведучи дикунське життя.
За Вергілієм, циклопи прислуговують богу Вулкану, під землею виплавляючи метали і виготовляючи чудесні зброю й обладунки. Через жар від підземних кузень і ливарень вивергається гора Етна. Павсаній згадував, що в Коринфі існував вівтар на честь циклопів, де їм приносилися жертви.

## Трактування образу
Вальтер Буркерт вважав, що циклопами у Греції спочатку називали ковалів. Оскільки ковалі носили пов'язки на одному оці, які захищали від іскор, їх називали «одноокими», або ж «круглоокими».
За Отеніо Абелем, на думки про існування циклопів давніх греків наштовхнули знахідки кістяків карликових слонів, які населяли острови Середземного моря за кілька тисячоліть до н. е. Отвори в черепах, звідки ріс хобот, могли сприйматися як очниця для єдиного ока.
Прототипом циклопів могли слугувати і малоазійські (лікійські) ремісники, яких привіз із собою до Греції тиринфський цар Прет. Прізвисько «круглоокі» вони отримали за незвичний зовнішній вигляд, можливо тому, що наносили фарбу навколо очей. За наказом Прета лікійські майстри звели навколо Тиринфа потужні мури — у чотири метри завтовшки і сім метрів заввишки. Мури складалися з величезних каменів, кладених за невідомою достеменно технологією — згодом такий спосіб будівництва отримав назву «циклопічної кладки». Підняти величезні камені звичайним людям здавалося не під силу, тож циклопів згодом почали уявляти міфічними велетнями.